# 다치바나촌 (지바현)
다치바나촌(橘村)은 지바현 가토리군에 일찍이 존재했던 촌이다. 현재의 도노쇼정 동부에 해당한다.

## 지리
- 현재의 도노쇼정 동부에 해당한다.
- 마을은 도네강 남쪽 기슭에 위치해 있다.
- 마을은 고원과 평지가 뒤섞인 골짜기가 많은 지형이다.

## 역사
- 1889년 4월 1일 - 정촌제 시행에 수반해 가토리군 사사가와촌이 성립하였다.
- 1955년 7월 20일 - 사사가와 정, 가쿠미 촌, 도조 촌과 합병해 , 도노쇼정이 신설되어, 동일 다치바나촌은 폐지되었다.

## 인구
| 1891년 | 3,585 |
| 1903년 | 3,894 |
| 1920년 | 3,882 |
| 1930년 | 4,000 |
| 1940년 | 4,354 |
| 1955년 | 5,144 |

## 교통

### 철도
- 일본국유철도 (→ 동일본 여객철도)
  - 나리타선

## 참고문헌
- 角川日本地名大辞典編纂委員会『角川日本地名大辞典 12 千葉県』、角川書店、1984年 ISBN 4-04-001120-1